# Csécse
Csécse ist eine ungarische Gemeinde im Kreis Pásztó im Komitat Nógrád.

## Geografische Lage
Csécse liegt acht Kilometer südwestlich der Kreisstadt Pásztó an dem Fluss Szuha-patak. Nachbargemeinden sind Ecseg, Szurdokpüspöki, Szarvasgede, Kisbágyon und Buják.

## Geschichte
Im Jahr 1907 gab es in der damaligen Großgemeinde 177 Häuser und 1143 Einwohner auf einer Fläche von 3778  Katastraljochen. Sie gehörte zu dieser Zeit zum Bezirk Szirák im Komitat Nógrád.

## Sehenswürdigkeiten
- Nepomuki-Szent-János-Statue
- Römisch-katholische Kirche Kisboldogasszony, erbaut 1895
- Schloss Keglevich (Keglevich-kastély), östlich des Ortes gelegen

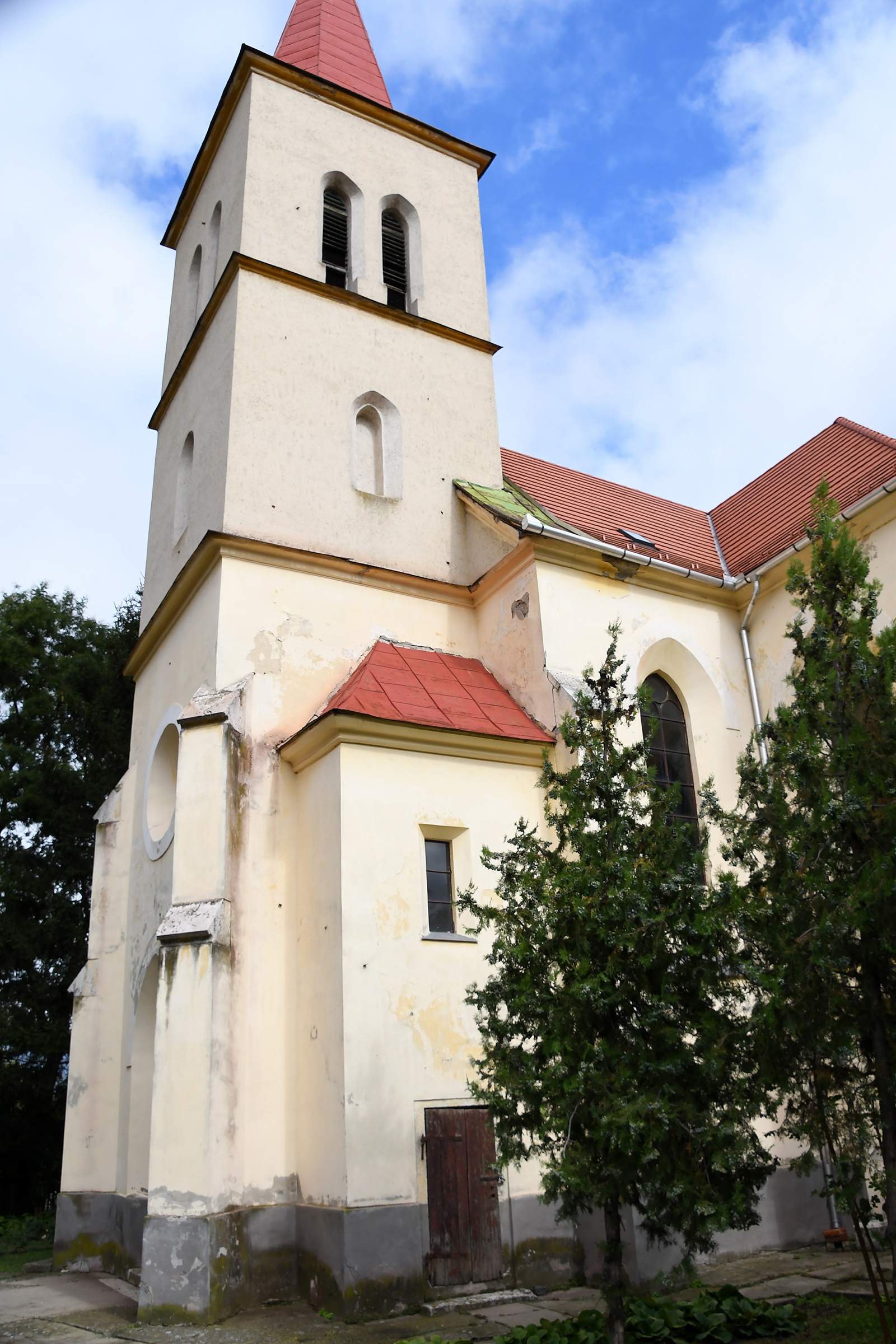
Röm.-kath. Kirche Kisboldogasszony
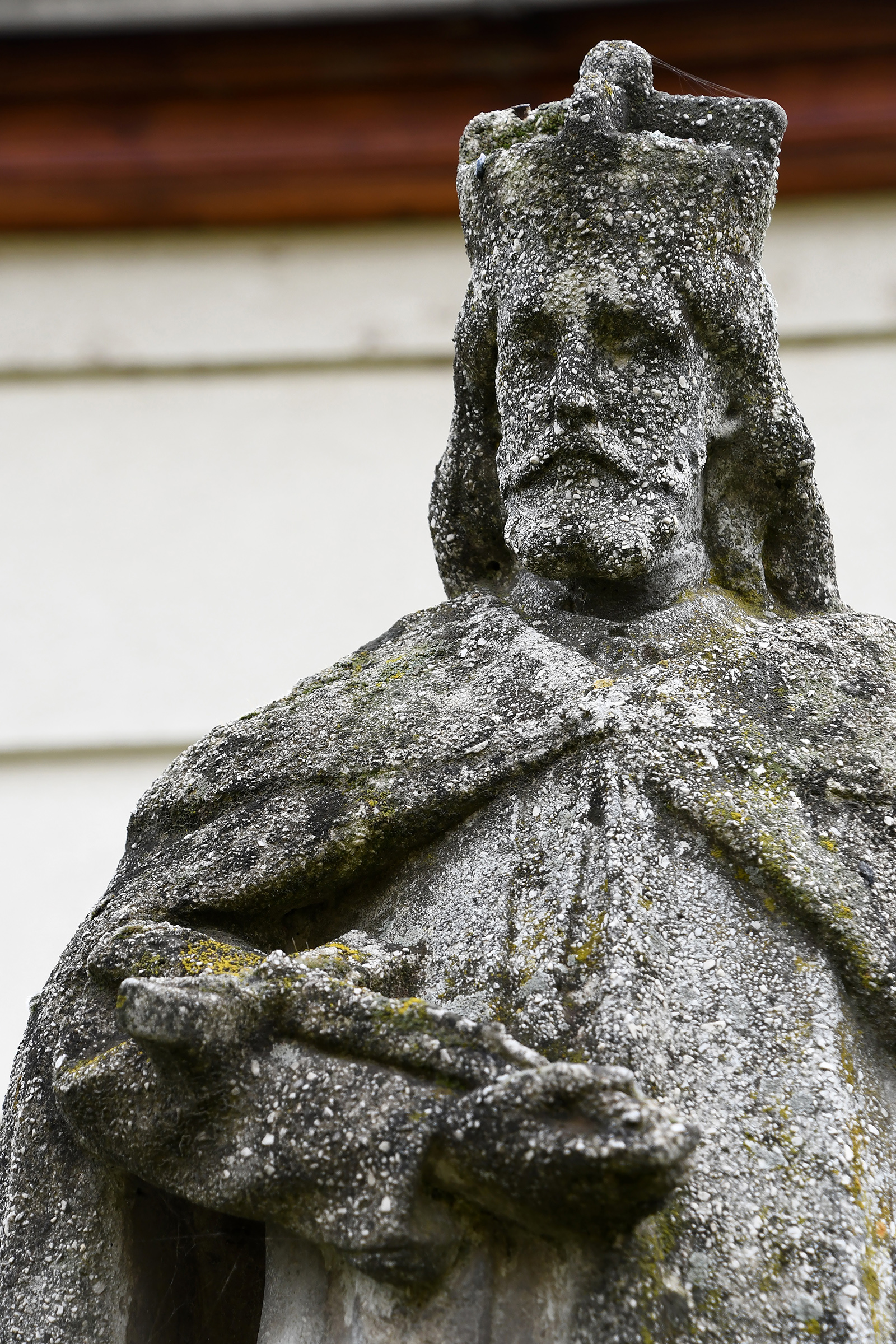
Nepomuki-Szent-János-Statue

## Verkehr
In Csécse treffen die Landstraßen Nr. 2128 und Nr. 2128 aufeinander. Es bestehen Busverbindungen über Ecseg nach Kozárd, nach Szarvasgede sowie nach Pasztó, wo sich der nächstgelegene Bahnhof befindet.